# Zbuczyn Poduchowny (gromada)
Zbuczyn Poduchowny – dawna gromada, czyli najmniejsza jednostka podziału terytorialnego Polskiej Rzeczypospolitej Ludowej w latach 1954–1972.
Gromady, z gromadzkimi radami narodowymi (GRN) jako organami władzy najniższego stopnia na wsi, funkcjonowały od reformy reorganizującej administrację wiejską przeprowadzonej jesienią 1954 do momentu ich zniesienia z dniem 1 stycznia 1973, tym samym wypierając organizację gminną w latach 1954–1972.
Gromadę Zbuczyn Poduchowny z siedzibą GRN w Zbuczynie Poduchownym (w obecnym brzmieniu Zbuczyn) utworzono – jako jedną z 8759 gromad – w powiecie siedleckim w woj. warszawskim, na mocy uchwały nr VI/10/18/54 WRN w Warszawie z dnia 5 października 1954. W skład jednostki weszły obszary dotychczasowych gromad Chromna, Dziewule(), Grodzisk, Jasionka, Karcze, Rówce, Zbuczyn kolonia, Zbuczyn Poduchowny i Zbuczynka ze zniesionej gminy Zbuczyn oraz obszar dotychczasowej gromady Pogonów() ze zniesionej gminy Królowa Niwa w tymże powiecie. Dla gromady ustalono 27 członków gromadzkiej rady narodowej.
31 grudnia 1959 do gromady Zbuczyn Poduchowny przyłączono obszar zniesionej gromady Borki-Wyrki (bez wsi Sołdy, Paduchy, Kosiorki i Helenów) w powiecie siedleckim oraz wieś Łęcznowola z gromady Wólka Konopna w powiecie łukowskim w woj. lubelskim.
31 grudnia 1961 do gromady Zbuczyn Poduchowny włączono wsie Tchórzew, Tchórzew-Plewki i Wólka Kamienna ze zniesionej gromady Krzesk Stary oraz wsie Januszówka i Smolanka ze zniesionej gromady Radomyśl w tymże powiecie.
Gromada przetrwała do końca 1972 roku, czyli do kolejnej reformy gminnej. 1 stycznia 1973 w powiecie siedleckim reaktywowano gminę Zbuczyn Poduchowny (do 1954 i od 2004 jako gmina Zbuczyn).